# Papel moneda de la Generalidad de Cataluña

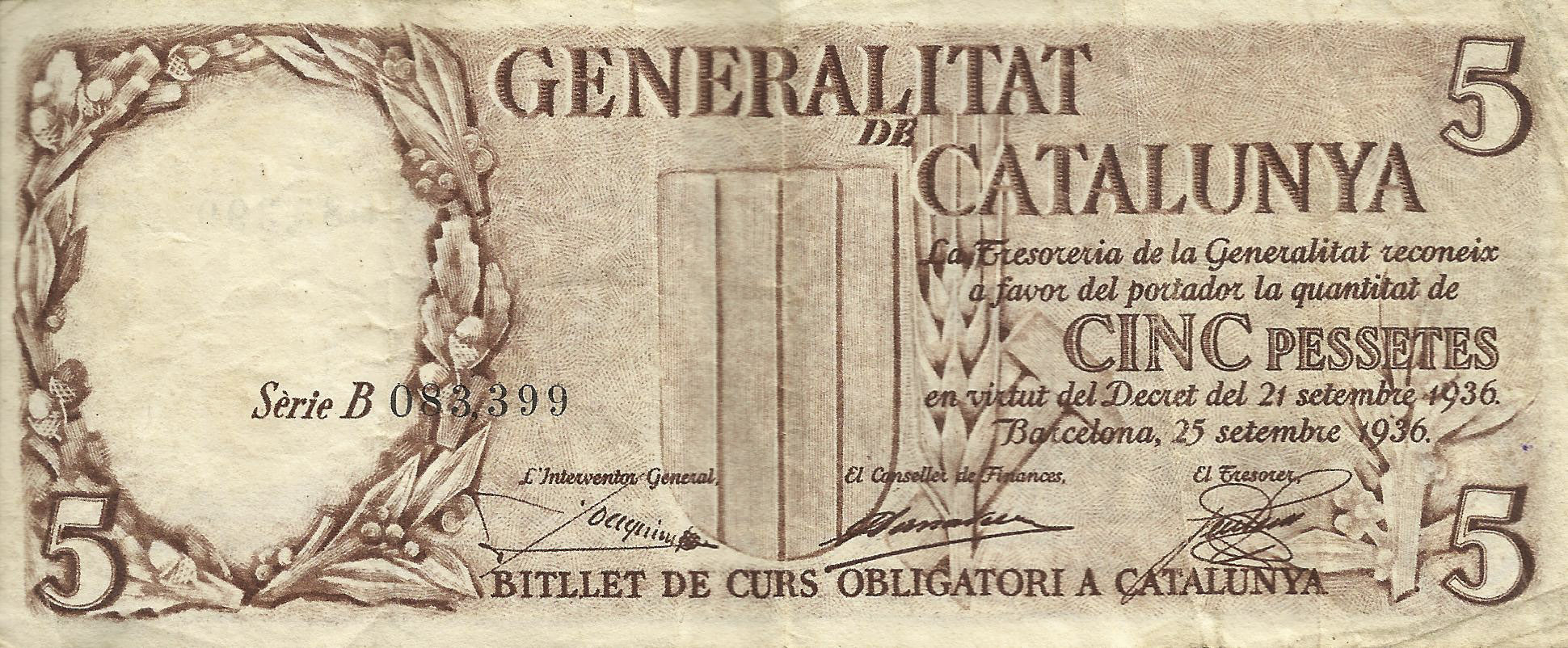
Billete de Cataluna de 1936

El Papel moneda de la Generalidad de Cataluña es la emisión de billetes que hizo este organismo por las circunstancias especiales de la guerra civil española entre los años 1936 y 1938. 
La gran escasez de moneda fraccionaria motivada por el atesoramiento de monedas de plata, como moneda refugio, por parte de los particulares, agravada por el hecho de que la propia Generalidad retiraba de la circulación esas monedas para comprar en el extranjero. 
La Consejería de Economía de la Generalidad de Cataluña dirigida en aquellos meses por Josep Tarradellas, en septiembre de 1936 creó el Papel Moneda Nacional Catalán de curso legal en toda Cataluña con la misma consideración y poder liberatorio que los billetes del Banco de España. 
Se proyectaron y se hicieron pruebas de color y diseño de billetes desde 1000 pesetas hasta los de una peseta, pero finalmente no se emitió ninguna más que los de 10, 5 y 2,5 pesetas que no resolvieron el problema de la falta de efectivo fraccionario. Hay que tener en cuenta que en 1936 el sueldo medio de un trabajador era de 8 a 12 pesetas al día y los céntimos se utilizaban mucho. 
Por ello, aparte del papel moneda de la Generalidad, los comercios y tiendas emiten vales y bonos para el cambio y finalmente también los ayuntamientos (tanto en Cataluña como en Valencia y Menorca) fueron autorizados por la emisión de moneda. 
En 1938 el gobierno de la República prohibió la emisión de este tipo de moneda y durante el mismo año fueron retiradas de la circulación.
- Datos: Q9055177
- Multimedia: Banknotes of the Generalitat de Catalunya / Q9055177